# Ola Aina
Temitayo Olufisayo Olaoluwa (Southwark, 8 de outubro de 1996), mais conhecido como Ola Aina, é um futebolista nigeriano nascido no Reino Unido que atua como lateral-direito. Atualmente joga no Nottingham Forest.

## Clubes

### Chelsea
Juventude 
Ola Aina assinou com o Chelsea como um sub-11 e estreou sua juventude como estudante na temporada 2012-13 e começou nas duas partidas da semifinal e final da FA Youth Cup. Na carreira juvenil, Aina também representou o Chelsea no sub-18, sub-19 e sub-21. Em 19 de julho de 2014, Aina fez sua estreia na primeira equipe em uma pré-temporada amigável contra a AFC Wimbledon , após a lesão de Todd Kane. Aina iniciou o jogo e foi substituído após a meia hora de partida por Ivanović, enquanto o Chelsea ganhou por 3-2.
Antes da temporada 2015-16, ele foi incluído na turnê de pré-temporada, jogando três partidas na Copa Internacional de Campeões . Depois de impressionar o treinador do Chelsea, José Mourinho , Aina foi incluído no time da primeira equipe para a campanha. Embora tenha passado toda a temporada treinando em tempo integral com o primeiro time, a Aina continuou seu papel nos lados Sub-21 e sub-19. Em 23 de setembro de 2015, Aina foi relacionado contra Walsall na quarta rodada da Copa da Liga , embora ele fosse um substituto não utilizado.
Devido à falta de oportunidades de primeira equipe, Aina recusou um novo contrato, apesar do contato atual encerrado no final da temporada.
 Temporada 2016-17 
Em 6 de julho de 2016, a Aina assinou um novo contrato de quatro anos, terminando os rumores dele saída do clube londrino. Depois de assinar um novo contrato, a Aina foi inscrito na equipe itinerante para a Áustria e os Estados Unidos. Aina passou a jogar todos os seis jogos de pré-temporada. Em 23 de agosto de 2016, Aina recebeu sua estréia profissional pelo treinador Antonio Conte em uma vitória por 3-2 sobre Bristol Rovers na Copa da Liga Inglesa, sendo substituído por John Terry aos 77 minutos. Em 15 de outubro de 2016, Aina fez sua estréia na Premier League em uma vitória por 3 a 0 sobre o campeão reinante Leicester City, substituindo o goleador Victor Moses aos 82 minutos.

### Empréstimo para Hull City
Em 11 de julho de 2017, o Chelsea anuncia seu empréstimo ao Hull City até o final da temporada 17-18.

## Carreira internacional

### Equipe juvenil da Inglaterra
Aina representou a Inglaterra no sub-16, sub-17, sub-18, sub-19 e sub-20
Nigéria
Em 28 de março de 2017, Aina foi retratada ao lado de Chuba Akpom, do Arsenal, após discussões com o presidente da Federação Nigéria de Futebol, Amaju Pinnick. Em maio de 2017, Aina prometeu seu futuro internacional para a Nigéria e obteve um passaporte nigeriano para fazer a mudança da Inglaterra para a Nigéria. No mesmo mês, ele foi convocado pela primeira vez para jogar na Nigéria.

## Títulos
Chelsea
- Campeonato Inglês: 2014–15, 2016–17
- Copa da Liga Inglesa: 2014–15

Base do Chelsea
- Barclays Premier League U21: 2013-14
- FA Youth Cup: 2013-14 , 2014-15
- Liga Jovem da UEFA: 2014–15, 2015–16

### Prêmios individuais
- Seleção do Campeonato Africano das Nações: 2023